# Hospital de la Amistad China-Japón
El Hospital de la Amistad China-Japón (en chino, 中日友好医院) fue establecido a través de la cooperación de los gobiernos chino y japonés durante la década de 1980. El hospital ha estado afiliado directamente al Ministerio de Salud de China desde su primer día de operación, el 23 de octubre de 1984. El hospital está situado en la calle Yinghuayuan Este del Distrito de Chaoyang, Pekín. El hospital cubre 9,7 hectáreas, con un espacio de instalaciones de 180.000 metros cuadrados. Dentro del hospital, hay 1.500 camas y 58 departamentos, así como un centro de investigación y educación clínica. El hospital tiene cuidados intensivos y tratamiento de enfermedades graves como un enfoque principal y terapia de integración oriental-occidental como un área adicional de experiencia. El hospital presta a menudo servicios médicos a altos funcionarios de más de 100 países y regiones.
Es el hospital universitario de la Facultad de Medicina de la Universidad de Pekín, la Universidad de Medicina Tradicional China de Pekín, la Universidad Médica de China y la Universidad Médica de Tianjin. El hospital lleva a cabo la atención médica, la educación, la investigación científica, la medicina preventiva y la rehabilitación.

## Alcance del servicio
Servicios clínicos:
- Acupuntura
- Cardiología
- Cirugía Cardiovascular
- Cirugía Colorrectal
- Laboratorio clínico
- Dermatología
- Odontología y Ortodoncia
- Desórdenes digestivos
- Diabetes
- Endocrinología
- Medicina de emergencia
- Otorrinolaringología
- Gastroenterología
- Cirugía General
- Ginecología
- Inmunología
- Medicina Infecciosa
- Medicina Interna
- Pulmón y bazo
- Masaje
- Neurología
- Nefrología
- Neurocirugía
- Ortopedía
- Obstetricia y Ginecología
- Oftalmología (Cirugía ocular)
- Oncología
- Pediatría
- Clínica del dolor
- Farmacia
- Asesoramiento psicológico
- Neumología
- Reumatología
- Rehabilitación
- Cirugía Torácica
- Urología
- Servicios de Ultrasonido

## Ubicación y acceso
El Hospital de la Amistad China-Japón está ubicado en el East Yinghua (Cherry Blossom) Road, Hepingli, Distrito de Chaoyang 100029. Las estaciones de metro más cercanas son Guangximen y Shaoyaoju en la Línea 13 y la Línea 10 y Huixinxijie Beikou en la Línea 5.